# Binə (Bakou)
Pour les articles homonymes, voir Binə.
Binə est une ville située dans le raïon de Khazar en Azerbaïdjan. Elle aurait en 2008 près de 26 000 habitants.